# Wapen van paus Franciscus

Pauselijk wapenschild paus Franciscus

Het pauselijk wapenschild van paus Franciscus, gebaseerd op het wapenschild dat hij gebruikte vanaf zijn bisschopswijding in 1991, werd op 18 maart 2013 onthuld. Net zoals het wapenschild van zijn voorganger Paus Benedictus XVI wordt het pauselijk wapenschild van Franciscus niet langer bekroond door een tiara, maar door een mijter met afhangende rode infulæ met ieder een gouden kruis. Zoals de traditie dat wil is het schild op de met een koord samengebonden gekruiste Sleutels van Petrus, symbool van het gezag van de paus, gelegd. 
Het wapenschild van Fransiscus is van lazuur en beladen met drie elementen. Enerzijds is er in keel (rood) een IHS-monogram binnen een stralende zon. Het monogram verwijst naar de jezuïetenorde. Onder het monogram zijn drie nagels  van sabel (zwart) aangebracht en de letter H wordt bekroond door een kruis. Daaronder staan naast elkaar een ster or (goud) die Maria symboliseert en de nardus (or) die verwijst naar de Heilige Jozef.
Als wapenspreuk koos de paus ‘Miserando atque eligendo’ (gekozen door genade), een verwijzing naar het evangelieverhaal van de uitverkiezing van Matteüs. Paus Franciscus was de eerste paus in de moderne geschiedenis die een wapenspreuk voert. 